# Forsskaolea procridifolia
Forsskaolea procridifolia är en nässelväxtart som beskrevs av Philip Barker Webb. Forsskaolea procridifolia ingår i släktet Forsskaolea och familjen nässelväxter. Utöver nominatformen finns också underarten F. p. microphylla.